# Мариос Деметриу
Мариос Деметриу (на гръцки: Μάριος Δημητρίου) е кипърски футболист, защитник, който играе за Омония.

## Кариера
Започва професионалната си кариера в Омония като първият му мач за клуба е на 24 ноември 2012 г. при победата с 4:2 срещу АЕ Пафос. Тогава в 89-а минута той влиза като резерва и заменя Георгиос Ефрем. През сезон 2013/14 играе под наем в Алки Ларнака като записва 23 мача и 2 гола. На 6 юни 2014 г. се завръща в Омония.